# Andermans Veren
Andermans Veren is een Nederlands radioprogramma, tv-programma en theatervoorstelling met Nederlandstalig cabaret en kleinkunst. 

## Radio
Het programma ging van start in 1992 bij de AVRO op Radio 2 en werd aanvankelijk gepresenteerd door Erik van Muiswinkel en samengesteld door cabaretkenner Kick van der Veer. In 1994 werd het programma onderscheiden met de Zilveren Reissmicrofoon. Na enige jaren nam Martine Bijl de presentatie over. Zij werd opgevolgd door Kick van der Veer zelf. 
In 2010 werd Andermans Veren opgeheven als zelfstandig programma en werd het een rubriek in het radioprogramma Arbeidsvitaminen, dat tegelijkertijd van 3FM naar Radio 5 verhuisde.
Begin 2017 werd Andermans Veren weer een eigen radioprogramma op NPO Radio 5. De redactie en samenstelling is sinds jaren in handen van Jacques Klöters, Kick van der Veer en Renate Bergsma.

## Televisie
Van 1999 tot 2009 werd een gelijknamig tv-programma uitgezonden door de AVRO, met Kick van der Veer en Jacques Klöters en met Roeland Kooijmans als presentatoren. De afleveringen duurden ongeveer een halfuur. Van 2003 tot 2005 werd daarnaast de serie Andermans Veren op bezoek bij... uitgezonden, waarbij Van der Veer op bezoek ging bij theaterpersoonlijkheden om te praten over hun carrière en mensen die zij bewonderen.

## Theater
Sinds 2010 is Andermans Veren ook de naam van een theaterprogramma dat door het land toert, met onder meer Johan Hoogeboom en Bas Marée.
Arbeidsvitaminen (NPO Radio 5) · Andermans Veren (NPO Radio 5) · AVRO op de middag (NPO Radio 1) · De bonte dinsdagavondtrein · Effe Ekdom (3FM) · Herman (NPO 3FM) · Hersengymnastiek · Musical Moods (NPO Radio 2) · De Nachtdienst (NPO Radio 1) · De Sandwich (NPO Radio 2) · Schiffers.fm (NPO Radio 2) · Het Steenen Tijdperk (NPO Radio 2) · Vrijdagmiddag Live (NPO Radio 1)
Andermans Veren ·
Atlas ·
Babbelonië ·
BankGiro Loterij Restauratie ·
Blik op de weg ·
Bloedverwanten ·
Buitenhof** ·
Dag Juf, tot morgen ·
De Astronautjes ·
De Bereboot ·
De Brekers ·
De Droomshow ·
De Sleutels van Fort Boyard ·
De tiende van Tijl ·
De Troon ·
Die is de mol! ·
EenVandaag* ·
Een mens wil... ·
Eén van de acht ·
Expeditie Poolcirkel*** ·
Fort Boyard ·
Gouden Televizier-Ring Gala ·
Hoe heurt het eigenlijk? ·
In de hoofdrol ·
Join the Beat ·
Junior Eurovisiesongfestival ·
Junior Songfestival ·
Karel ·
Kinderprinsengrachtconcert ·
Koefnoen ·
Kom er maar eens achter ·
Lawaaipapegaai ·
Mag ik u kussen? ·
Mensen zoals jij en ik ·
Missers! ·
Nederland in Beweging!**** ·
Ontdek je plekje ·
Op de Bon ·
Op zoek naar Danny & Sandy ·
Op zoek naar Evita ·
Op zoek naar Joseph ·
Op zoek naar Maria ·
Op zoek naar Mary Poppins ·
Op zoek naar Zorro ·
Opium ·
Opsporing Verzocht ·
Prinsengrachtconcert ·
Service Salon ·
Sterrenjacht ·
Sterrenslag ·
Stuif es in ·
Telebingo ·
Televizier ·
The Phone ·
Toppop3 ·
Tussen Kunst & Kitsch ·
Vinger aan de Pols ·
We gaan nog niet naar huis ·
Wedden dat..? ·
Wie-kent-kwis ·
Wie is de Mol? ·
Wie is de Mol? Junior ·
Wordt Vervolgd
* In samenwerking met de TROS
** In samenwerking met VARA en VPRO
*** Dit programma is overgegaan naar RTL 5
**** Dit programma is overgegaan naar MAX